# Данило Петрович Негош
Дани́ло Пе́трович Не́гош (серб. Данило Шћепчевић Његош, род. около 1670, Негуши, Черногория — 4 января 1735, монастырь Подмаине, Венецианская республика) — святой владыка (церковный и государственный деятель), митрополит Цетиньский, основатель правящей династии Негошей.
Данило Петрович «Негош» возродил Цетиньский монастырь и начал борьбу за независимость Черногории от Османской империи. Установил культурные и политические контакты с Россией.

## Биография
На могиле Негоша обозначена дата рождения — 1677 год, однако ряд источников указывает 1670 как год рождения. Мирское имя Данила — Никола (Ника), он был рождён в семье воеводы Степана (Шчепаца) Петровича и его иногда называли по отчеству, Шчепчевич. Имена Петар (Пётр) и Шчепац в их семье чередовались и поэтому род Негошей также называли родом Петровичей-Негошей. Дедом Негоша был Радул I, основатель династии Негошей. В 1697 году после смерти владыки Саватия Калуджеровича митрополитом выбрали молодого монаха Данила Негоша. Он стал первым правителем в роду Петровичей-Негошей, династии, которая правила вплоть до 1918 года, а митрополичий и впоследствии княжеский титул переходил по наследству. В 1700 году Данило Негош получил высший духовный сан в венгерском городе Сечуе из рук черногорского патриарха Арсения III Чарноевича.
Основной целью Данила при власти являлось остановить процесс исламизации населения и уничтожения такого обычая как кровная вражда. По его приказу безжалостно преследовались по всей стране люди, перешедшие в ислам, потурченцы. В 1702 году Данила захватил шкодринский паша, и выкупить обратно черногорцы смогли его только собрав выкуп в 3000 дукатов. К 1707 году по свидетельству самого Негоша большинство потурченцев были уничтожены, либо перешли обратно в православную веру.
В 1711 году Данило Негош получил от Петра I грамоту — письмо, в котором царь обращался к балканским народам с предложением скинуть турецкую власть. Это стало началом дипломатических отношений с Россией, а также началом антиосманского восстания (бунта) со стороны Черногории. Однако реальной военной помощи от русских не было и военные успехи черногорцев, которые смогли разобщить турецкие войска, были нивелированы неудачным Прутским походом России, а затем невыгодным для них миром, Прутским мирным договором. В 1712 году черногорцы смогли остановить войско Ахмет-паши численностью в 50 тысяч человек и в ответ султан послал 120-тысячную армию. Предложив выгодный мир, султан позвал на встречу 37 черногорских воевод, которые были убиты, а затем он сжёг Цетин и Цетиньский монастырь, а владыка Данило был вынужден с другими черногорцами укрываться в пещерах. После этого Негош лично встретился с Петром I и получил от него средства на восстановление церквей, а также 160 золотых медалей для храбрых черногорцев.
В 1713 году Данило создал общечерногорский суд, в который входило 12 старейшин, а возглавлял его В. Вукашинович. Суд получил название «Суд владыки Данилы». С 1723 года суд на общечерногорском зборе получил право на конфискацию имущества преступников и применение суровых мер наказания.